# Lm sensors
Pour les articles homonymes, voir LM.
 (juin 2019).
Si vous disposez d'ouvrages ou d'articles de référence ou si vous connaissez des sites web de qualité traitant du thème abordé ici, merci de compléter l'article en donnant les références utiles à sa vérifiabilité et en les liant à la section « Notes et références ».
lm_sensors est un logiciel libre pour les systèmes GNU/Linux fournissant des outils pour gérer la température, la tension, la vitesse des ventilateurs et l'humidité.